# Pakt wschodni

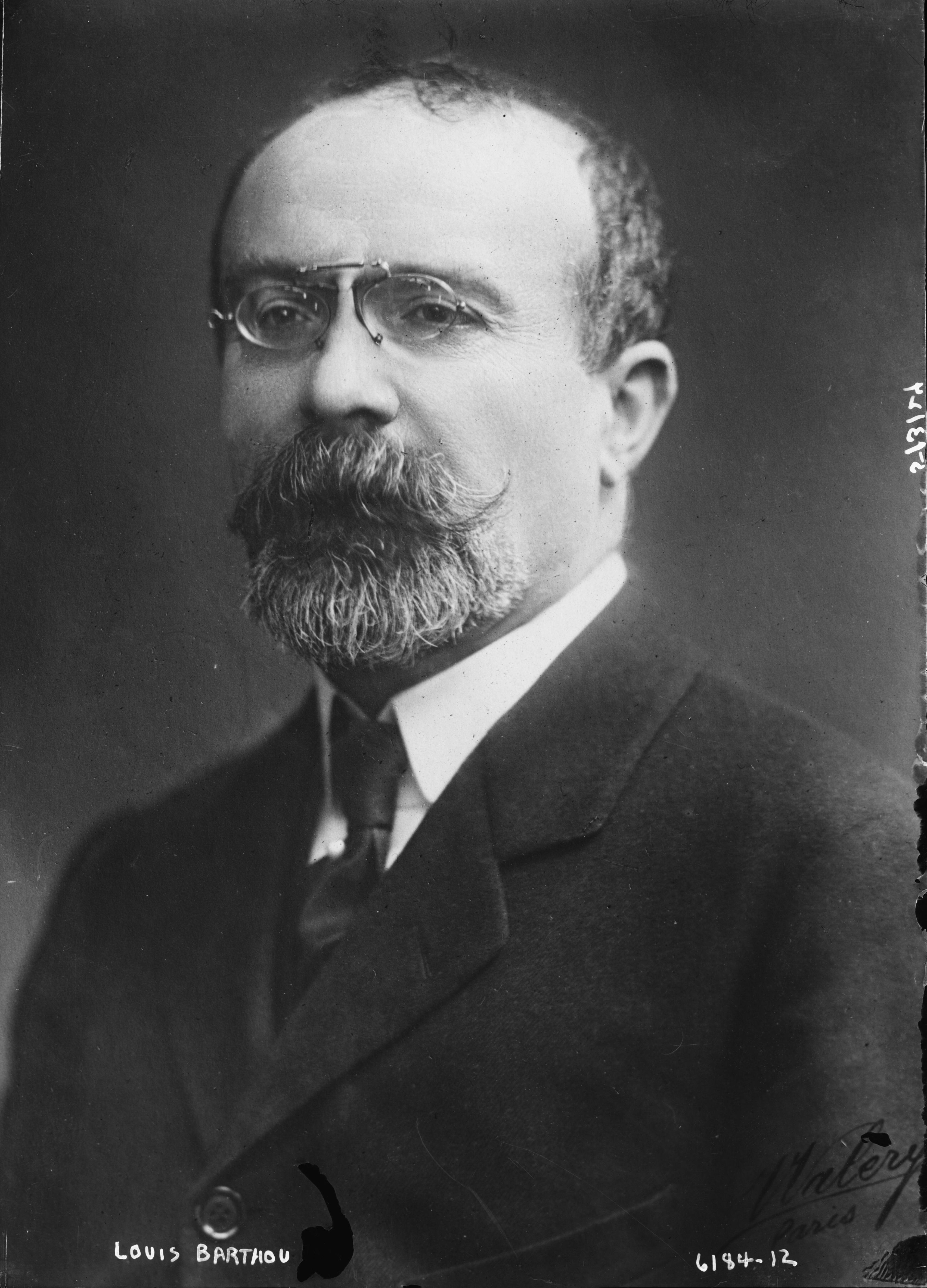
Minister spraw zagranicznych Francji Louis Barthou

Pakt wschodni – niezrealizowany pakt bezpieczeństwa zbiorowego w Europie Środkowej i Wschodniej, skierowany faktycznie przeciw III Rzeszy, zaproponowany wiosną 1934 przez ministra spraw zagranicznych Francji (w rządzie Gastona Doumergue’a) Louisa Barthou.

## Geneza
Gdy Niemcy opuściły konferencję rozbrojeniową Ligi Narodów, nastąpiło ożywienie rozmów Francji z ZSRR. W 1933 doszło do ważnych rozmów między Paul-Boncourem a Walerianem Dowgalewskim. Następne rozmowy miały miejsce w 1934 r., a podjął je nowy minister spraw zagranicznych Francji Louis Barthou. Po konsultacjach w Genewie, Londynie i Warszawie sformułowano projekt paktu wschodniego.

## Założenia paktu
Wstępnie miał się składać z trzech układów: pierwszego regionalnego – z udziałem ZSRR, Niemiec, Polski, Czechosłowacji i państw bałtyckich, zobowiązywał on sygnatariuszy do wzajemnej pomocy, a w razie agresji do postępowania według paktu Ligi Narodów, który mówił o współdziałaniu na rzecz pokoju w Europie. Drugi układ to porozumienie radziecko-francuskie, w którym to ZSRR przyłączał się do postanowień traktatu z Locarno. Trzeci to akt, który miał być podpisany przez wszystkich sygnatariuszy, wzywający uczestników dwóch pierwszych układów do współdziałania na rzecz pokoju europejskiego.

## Oddźwięk w Europie

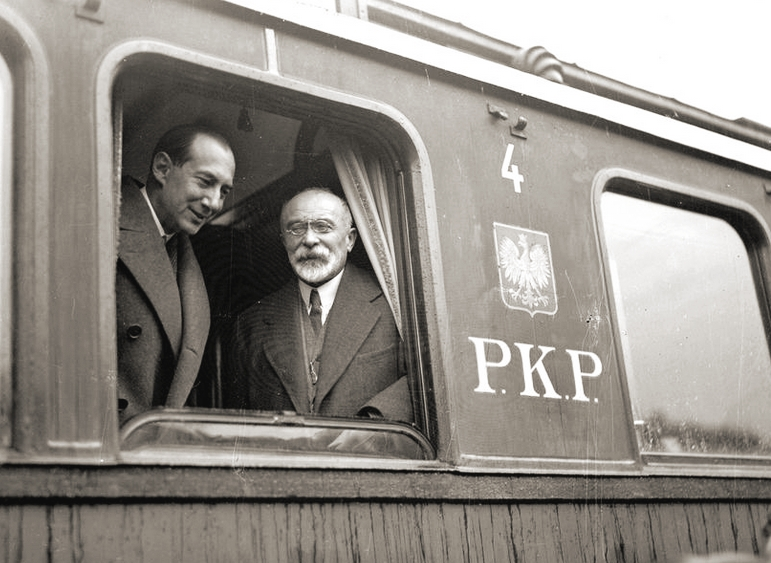
Józef Beck i Louis Barthou w oknie wagonu na dworcu w Krakowie (1934), podczas wizyty związanej z propozycją paktu wschodniego

Louis Barthou odbył wiosną 1934 podróż po Europie propagując założenia swego paktu. Polska uznała inicjatywę za niepożądaną, gdyż rozwadniała istniejący antyniemiecki sojusz polityczno-wojskowy polsko-francuski, ponadto za niemożliwe uznano znalezienie się w jednym układzie polityczno-wojskowym z ZSRR, stanowiącym geopolityczne zagrożenie dla państwa polskiego, a tym bardziej uczynienie z ZSRR jednego z głównych gwarantów paktu. Czechosłowacja, której kierunki polityki zagranicznej wyznaczał wciąż Tomáš Masaryk (zm. 1937), nie chciała angażować się w obronę granicy polsko-niemieckiej przed rewizjonizmem niemieckim. W konsekwencji projekt upadł.
Józef Beck, który stał na czele dyplomacji polskiej, miał poważne zastrzeżenia co do paktu. Wysuwał pretensje do Czechosłowacji w związku ze sprawą Śląska Cieszyńskiego. Ponadto chciał znormalizować stosunki z Niemcami, z którymi właśnie podpisał deklarację o niestosowaniu przemocy. Niemcy też nieprzychylnie odnosiły się do paktu, gdyż ich polityka w 1934 zbliżała się do Włoch (por. pakt czterech).
Wrogo nastawiony wobec Niemiec Louis Barthou zginął w zamachu na króla Jugosławii Aleksandra I w Marsylii 9 października 1934. Jego następcy uprawiali politykę appeasementu wobec III Rzeszy. Choć idea paktu wschodniego została pogrzebana, Francja kontynuowała rozmowy z ZSRR, zakończone 2 maja 1935 podpisaniem układu o wzajemnej pomocy. Został on ratyfikowany przez Francję 27 lutego 1936 r. (Hitler uznał to za pretekst do remilitaryzacji Nadrenii). Z układem tym powiązany został  układ czechosłowacko-radziecki, podpisany w Pradze 16 maja 1935, w którym rządy zobowiązały się do wzajemnej pomocy jedynie w wypadku, gdy Francja przyjdzie z pomocą stronie napadniętej. Do podobnych rozstrzygnięć dążył także rumuński MSZ pod kierownictwem Nicolae Titulescu, czemu przeszkodziła sowiecka niechęć do uznania rumuńskiej suwerenności nad Besarabią.